# SP-255
A SP-255 é uma rodovia transversal do estado de São Paulo, administrada pelo Departamento de Estradas de Rodagem do Estado de São Paulo (DER-SP) e pelas concessionárias Entrevias, ViaPaulista e Spvias.

## Denominações
Recebe as seguintes denominações em seu trajeto:
- Nome:	Antônio Machado Sant'Anna, Rodovia;	De - até:	SP-330 (Ribeirão Preto) - Araraquara
- Nome:	João Ribeiro de Barros, Comandante, Rodovia;	De - até:	Araraquara - Jaú
- Nome:	Otávio Pacheco de Almeida Prado, Rodovia;     De - até:	Jaú - Barra Bonita
- Nome:	João Lázaro de Almeida Prado, Deputado, Rodovia;     De - até:	Barra Bonita - São Manuel
- Nome:	João Mellão, Rodovia;	De - até:	São Manuel -  SP-280 - Avaré - Itaí - SP-270
- Nome:	Eduardo Saigh; De - até: SP-270 - Itaí - SP-249 - Coronel Macedo
- Nome:	Jurandir Siciliano; De - até: Coronel Macedo - Itaporanga

## Descrição
Principais pontos de passagem: SP 330 (Ribeirão Preto) - Araraquara - Avaré - SP 281(Itaporanga)

## Trechos

### Rodovia João Mellão
Rodovia João Mellão é a denominação de um trecho da SP-255 que liga a Rodovia Raposo Tavares, no município de Itaí, até a cidade de São Manuel, passando por Avaré e Pratânia, e que tem aproximadamente 55 quilômetros, terminando na Rodovia Marechal Rondon. A rodovia cruza com a Rodovia Castelo Branco no quilômetro 241.
Possui um pedágio no município de Avaré.

## Características

### Extensão
- Km Inicial: 0,000
- Km Final: 357,430

### Localidades atendidas
- Ribeirão Preto
- Cravinhos
- Luís Antônio
- Guatapará
- Rincão
- Santa Lúcia
- Américo Brasiliense
- Araraquara
- Boa Esperança do Sul
- Dourado
- Bocaina
- Jaú
- Barra Bonita
- Igaraçu do Tietê
- São Manuel
- Pratânia
- Botucatu
- Avaré
- Itaí
- Taquarituba
- Coronel Macedo
- Itaporanga

## Galeria

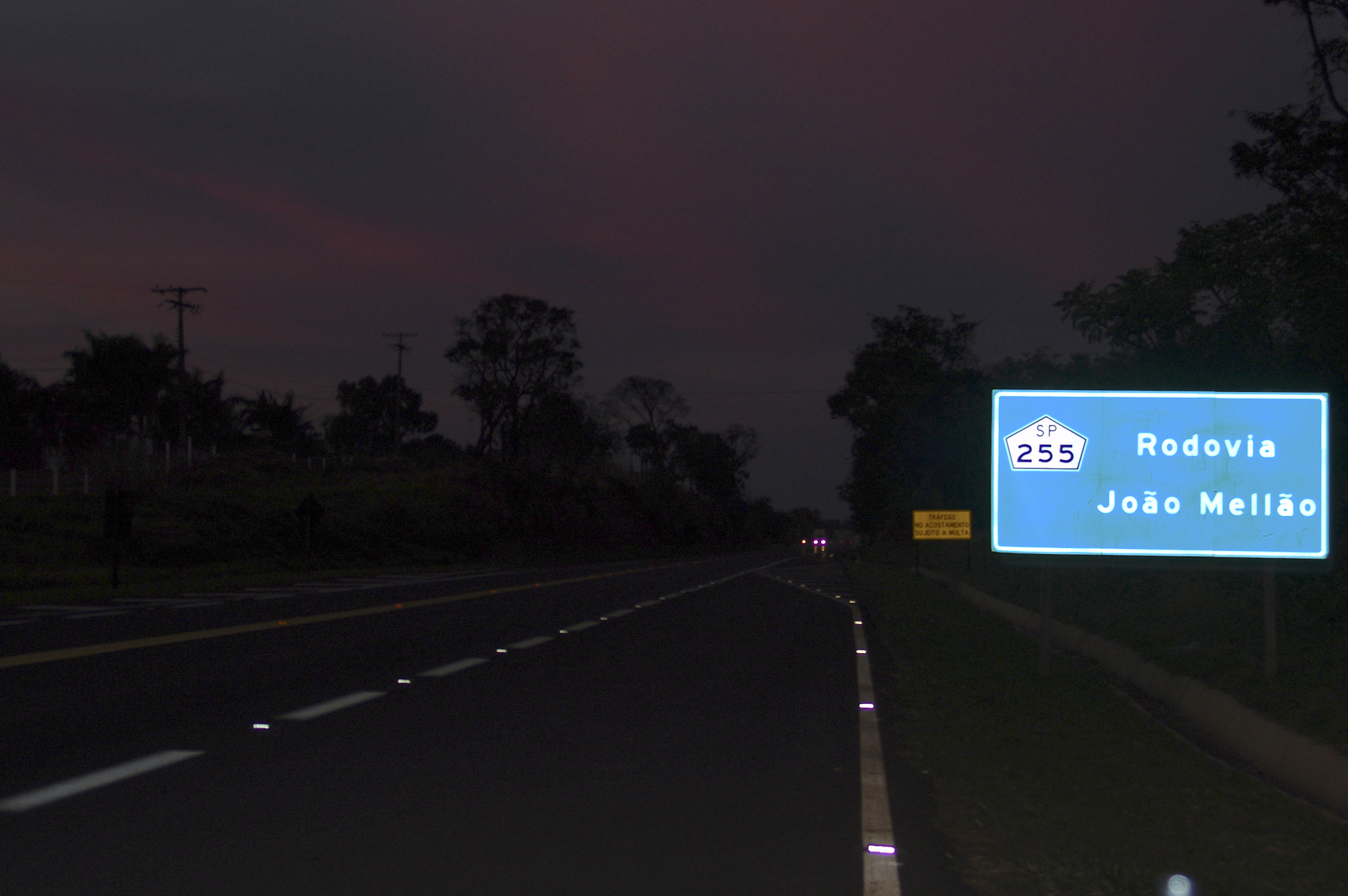
Rodovia João Mellão (SP-255) direção Avaré, próximo a Represa de Jurumirim
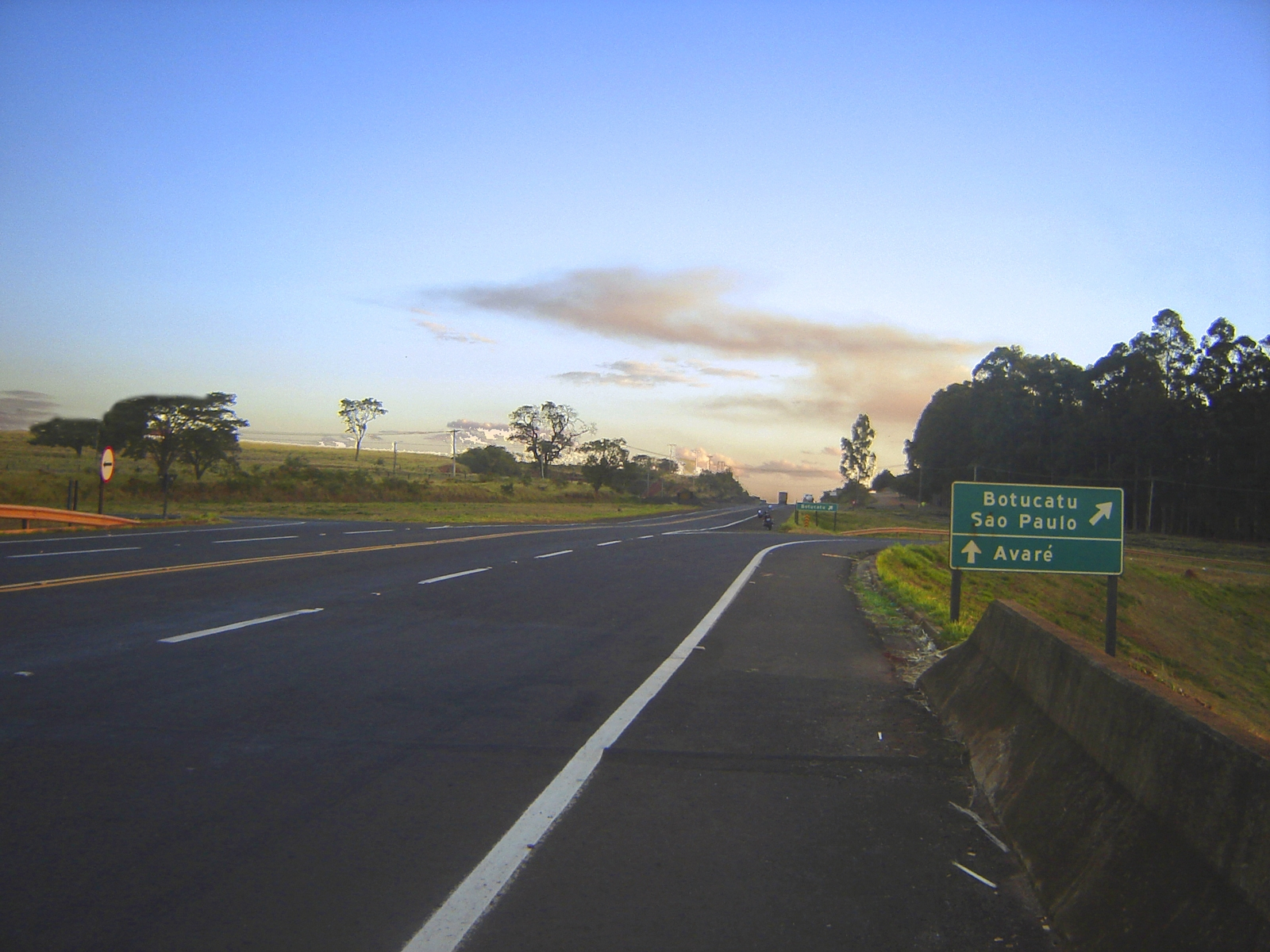
Rodovia João Mellão (SP-255), vista no viaduto da Rodovia Marechal Rondon
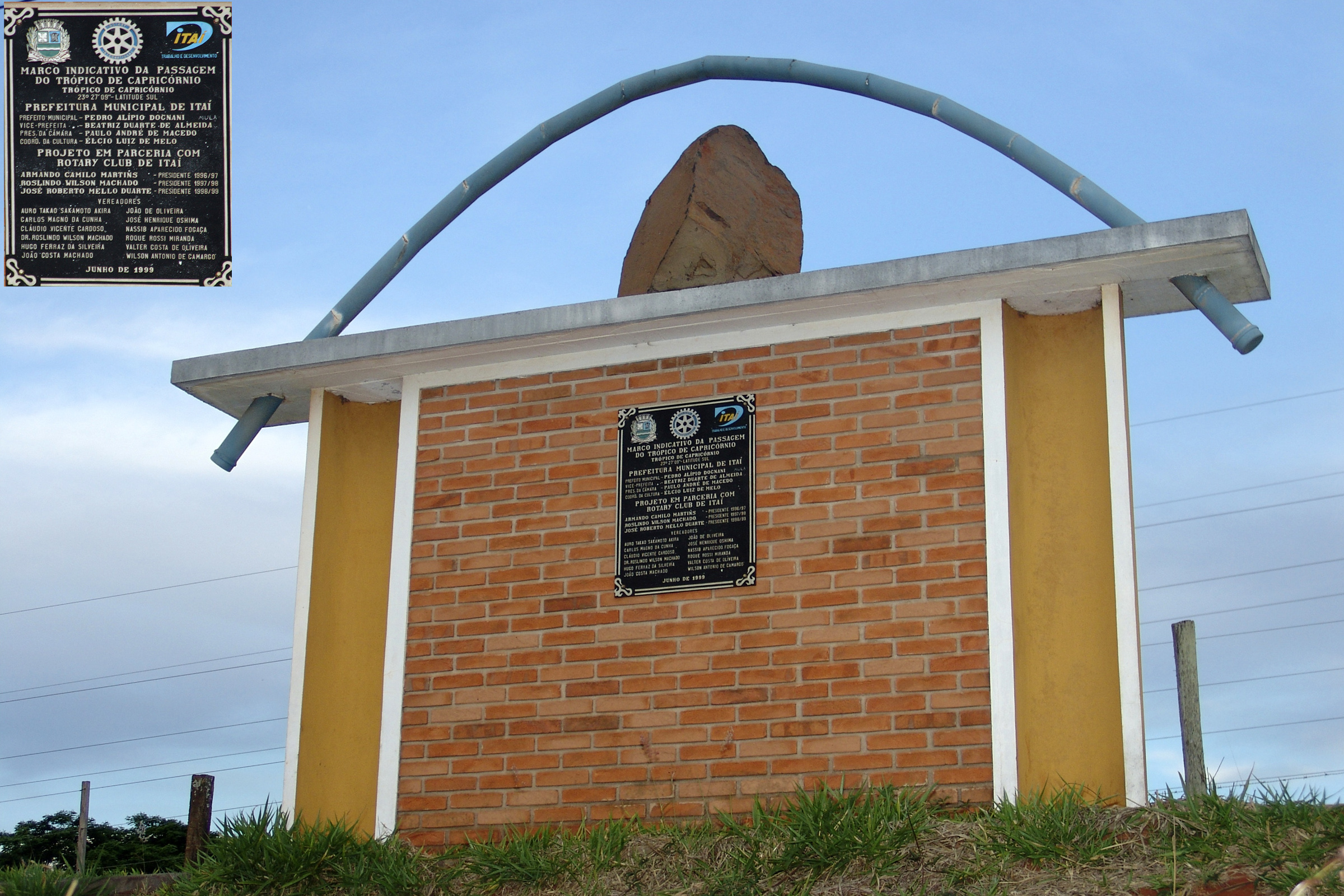
Marco na SP-255, do Trópico de Capricórnio, próximo a Itaí
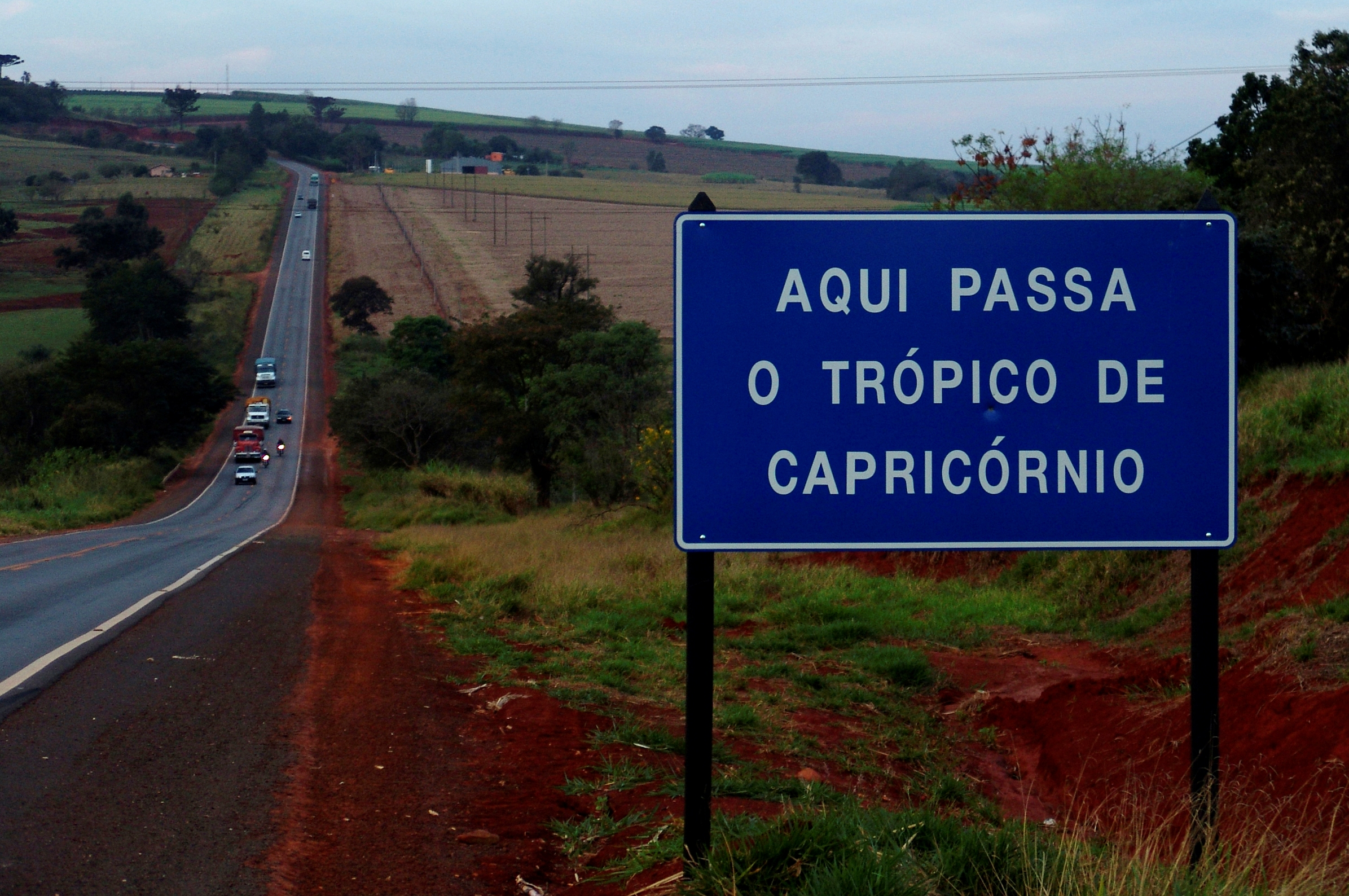
Placa na SP-255, marcando passagem Trópico de Capricórnio - Long.: 49º07'21" oeste
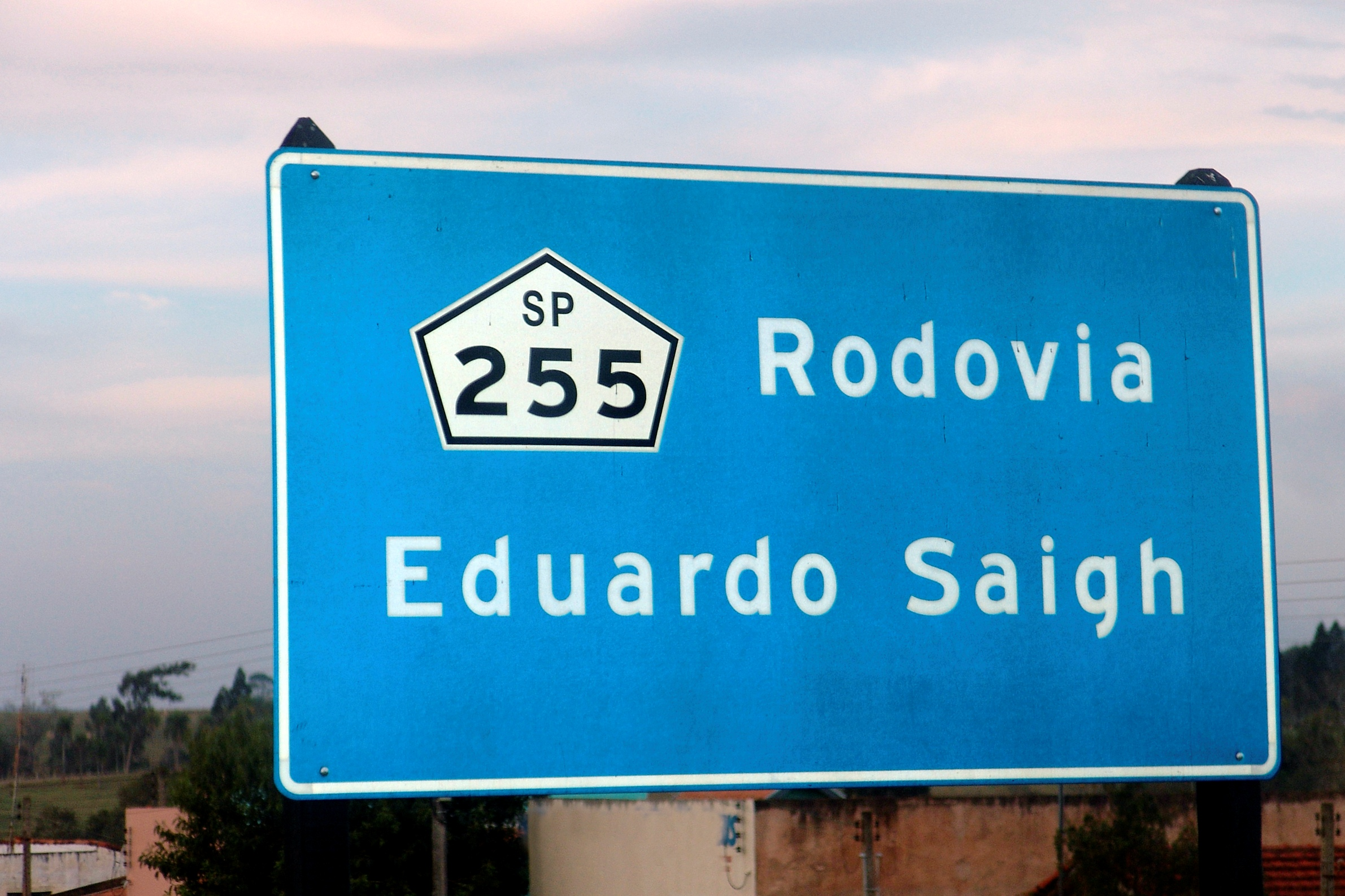
Placa rodoviária nominativa da Rodovia Eduardo Saigh (SP-255), no trevo da entrada de Itaí
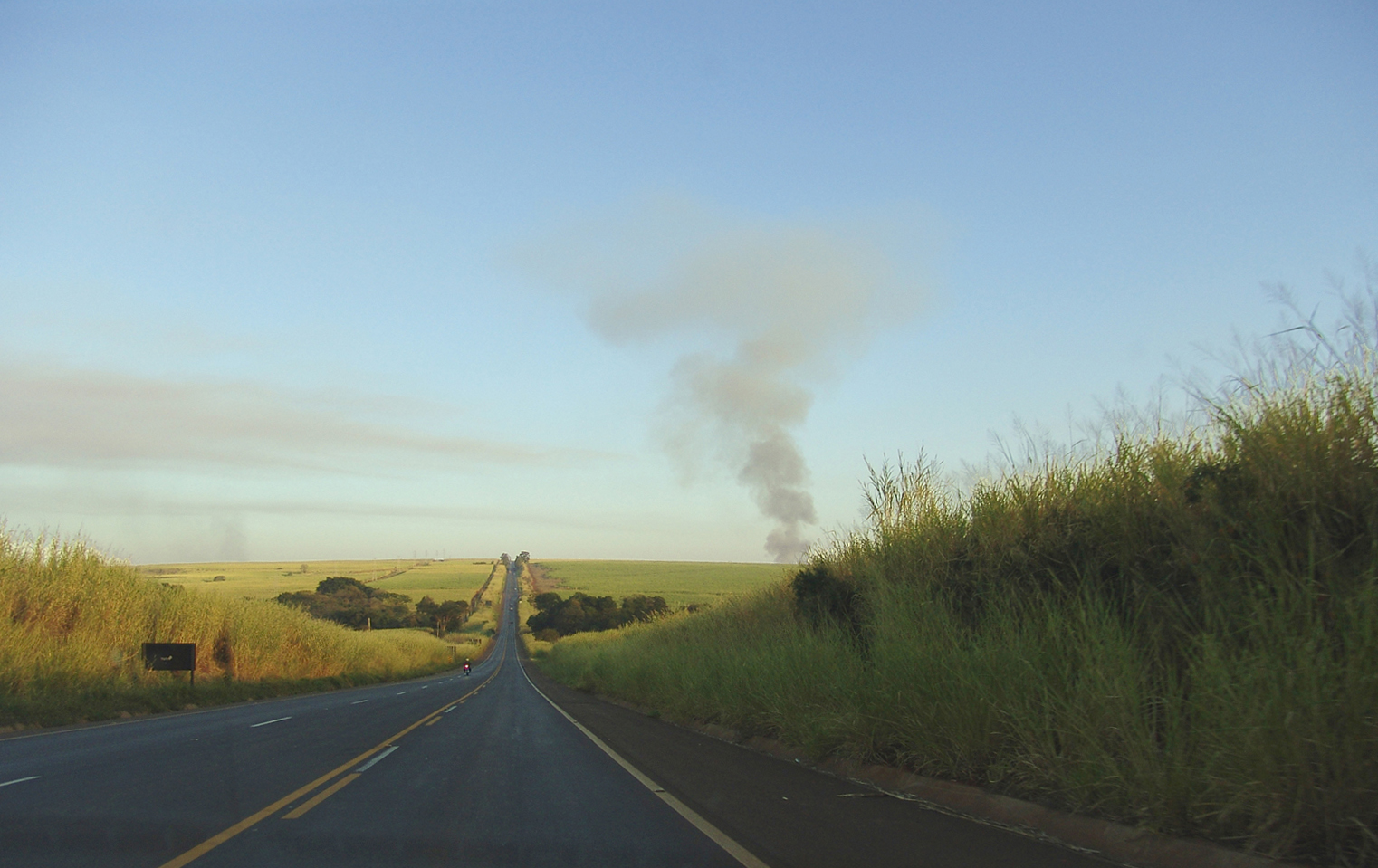
Vista do trecho, entre Jaú - Barra Bonita
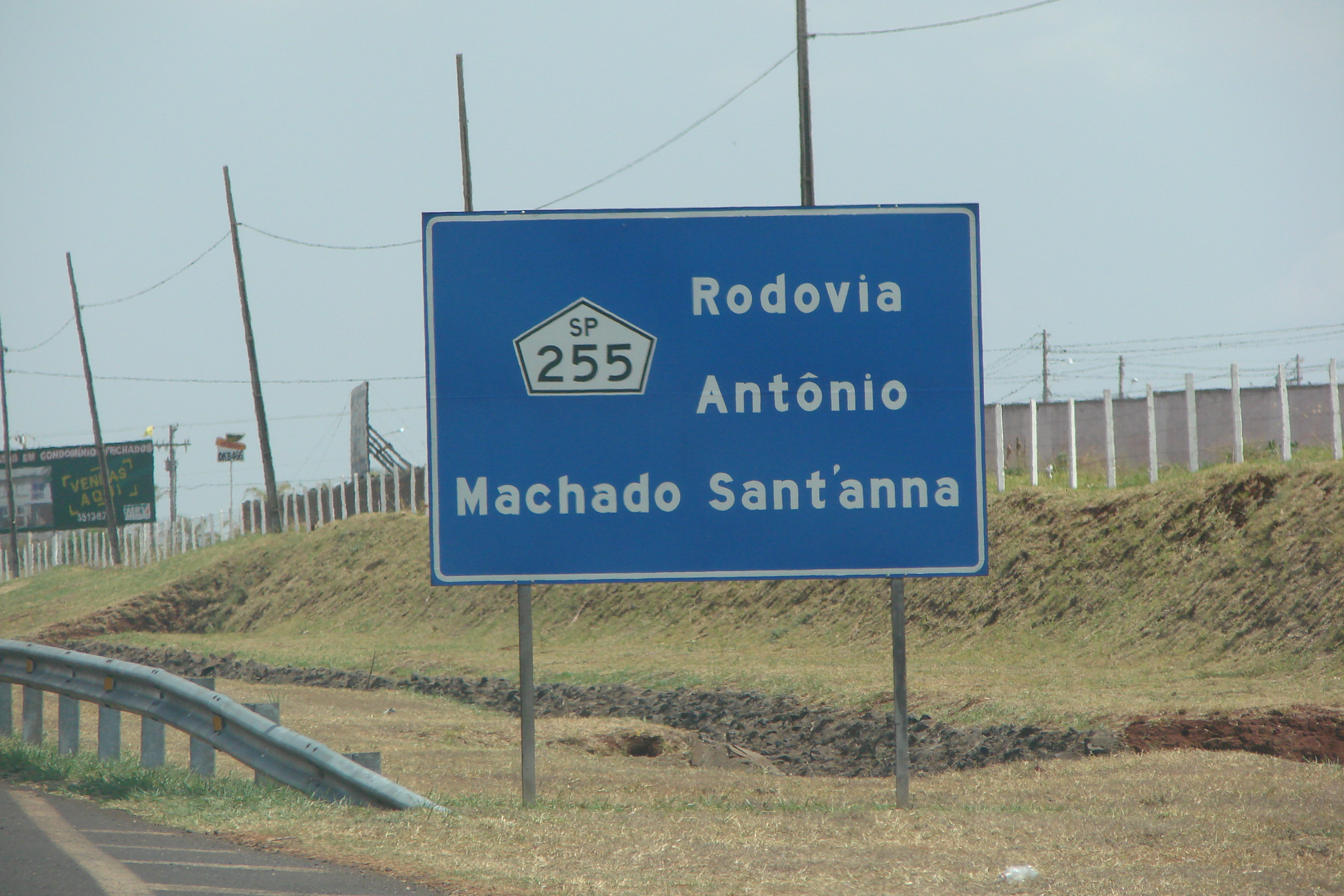
Placa rodoviária nominativa, no km 3 sentido sul, no município de Ribeirão Preto
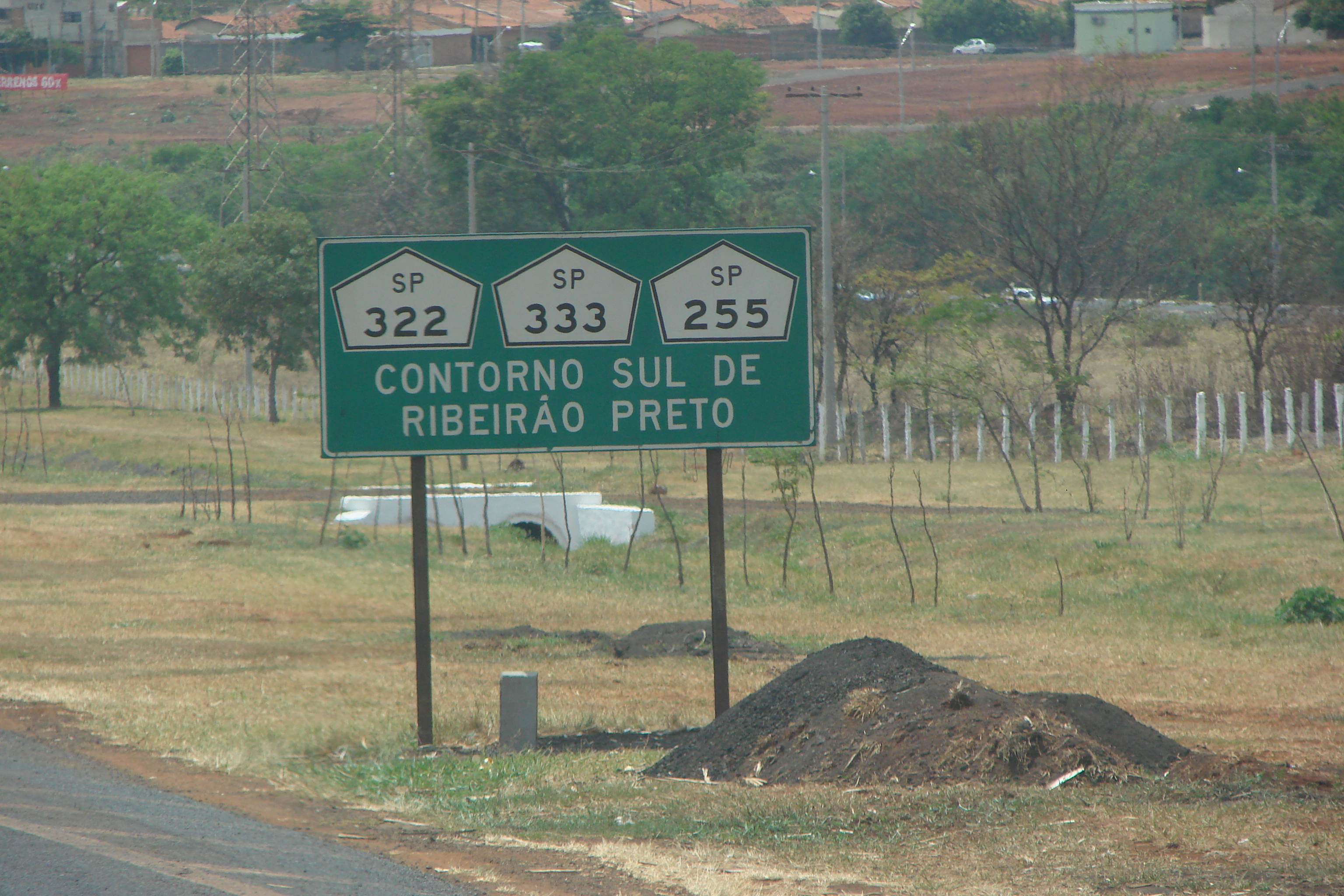
Placa rodoviária indicando Contorno Sul, na altura do km 2 sentido norte/leste, no município de Ribeirão Preto
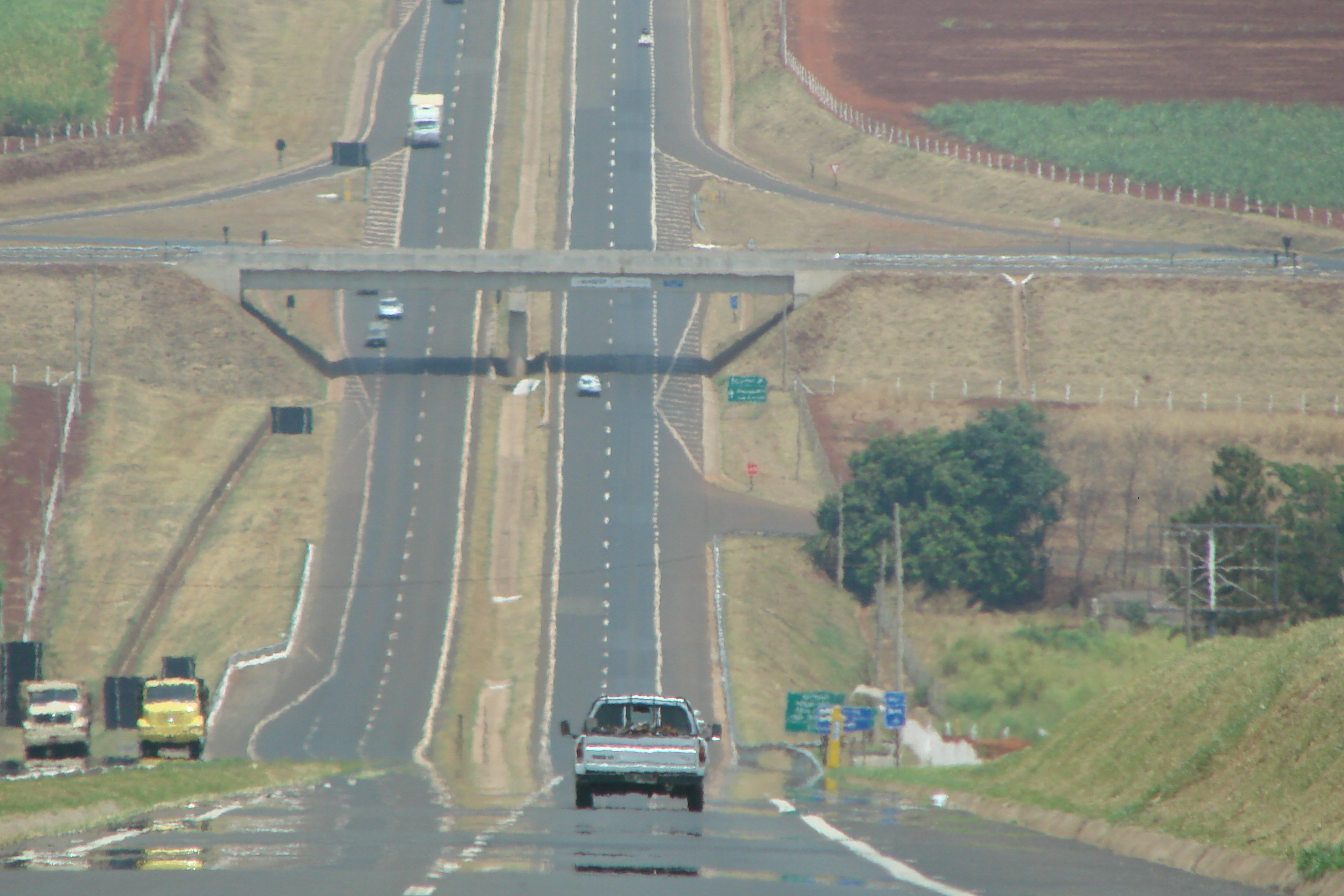
Vista da Rodovia SP-255 na altura do km 5, sentido sul no município de Ribeirão Preto
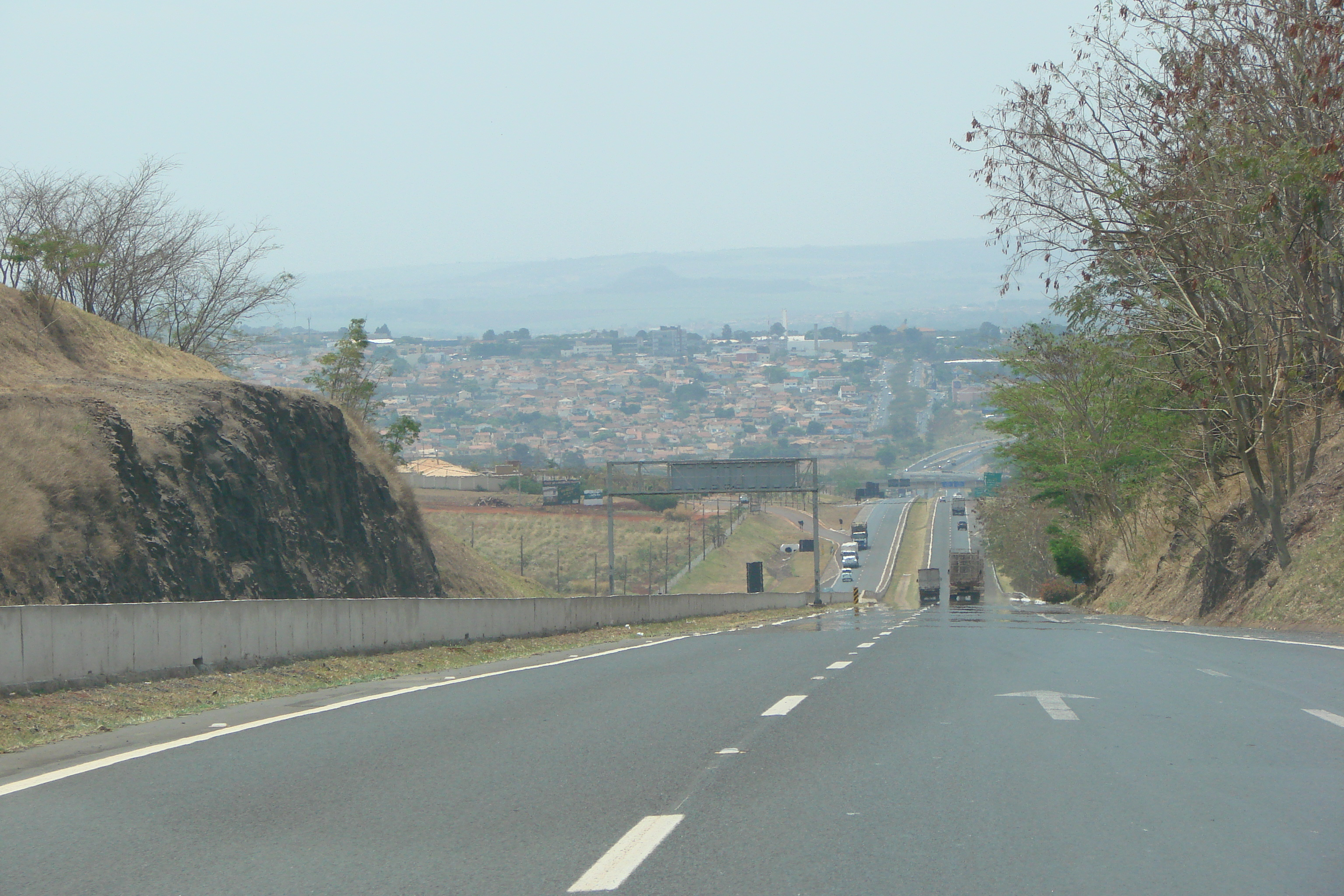
Vista de Ribeirão Preto chegando pela Rodovia SP-255, altura do km 5 sentido norte/leste
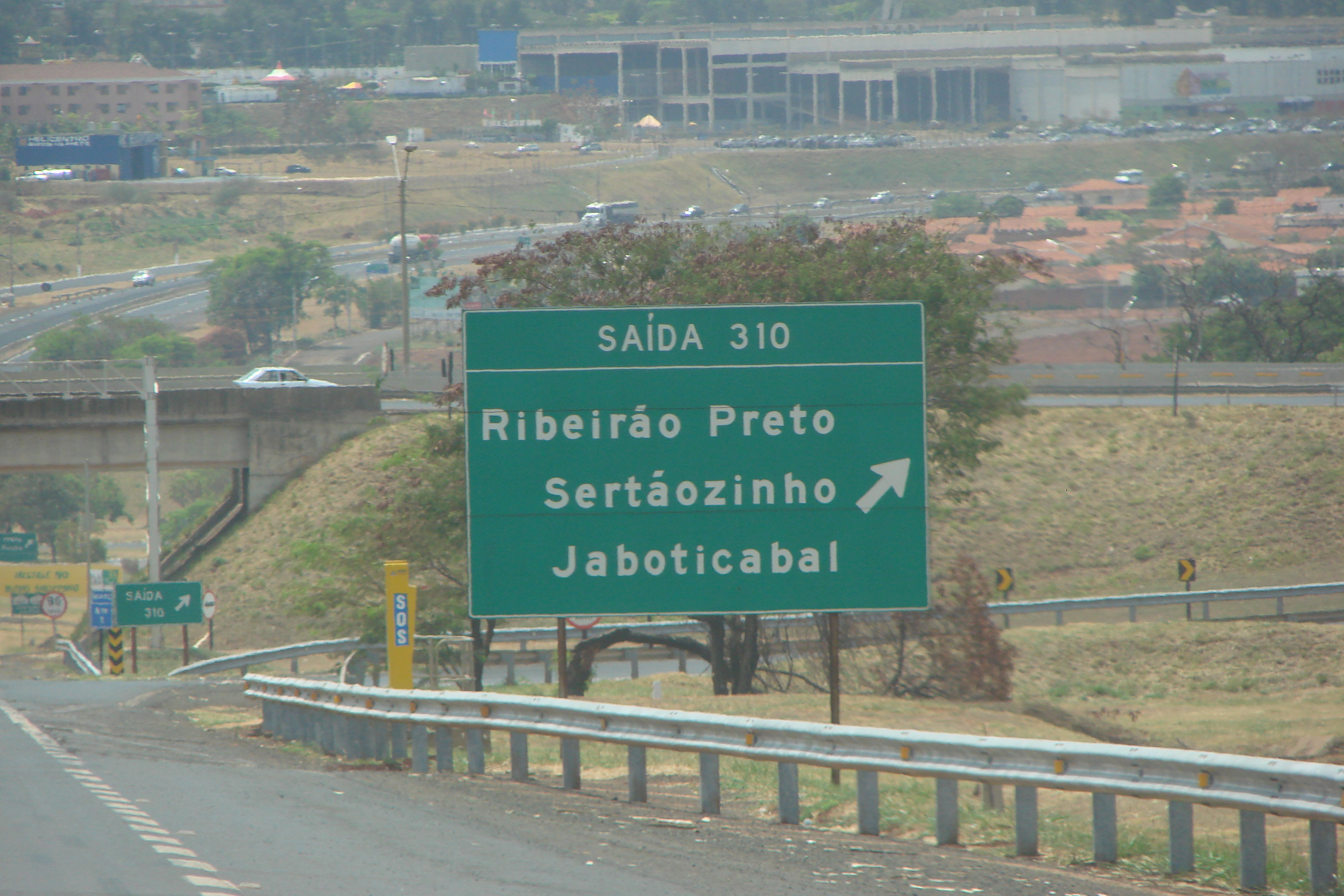
Placa rodoviária indicando saída 310 na SP-255, sentido norte/leste no município de Ribeirão Preto
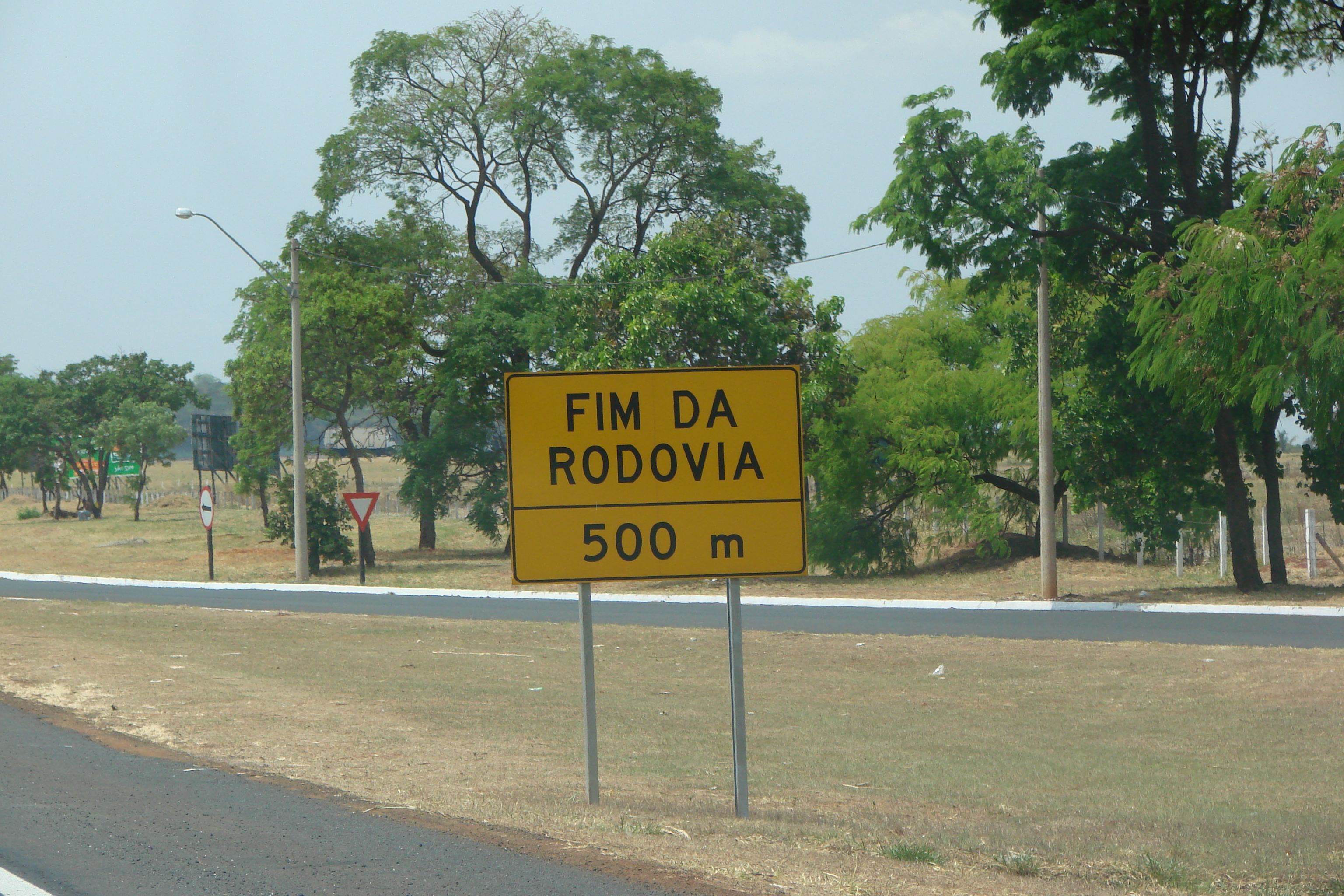
Placa rodoviária indicando final da rodovia a 500 m, na altura do km 0 sentido norte/leste no município de Ribeirão Preto